# Amphiura delamarei
Amphiura delamarei is een slangster uit de familie Amphiuridae.
De wetenschappelijke naam van de soort werd in 1958 gepubliceerd door Gustave Cherbonnier.